# Giovanni Ferrari
Giovanni Ferrari (6. prosince 1907, Alessandria Italské království – 2. prosince 1982, Milán Itálie) byl italský fotbalový záložník a později i trenér.
Ve své době byl řazen mezi nejlepší fotbalisty své generace a byl považován jako vůbec nejlepší levý záložník. Je jedním ze šesti hráčů (s Cavallim, Gorim, Fannou, Serenou a Lombardem), kterým se podařilo vyhrát tituly ve třech různých týmech. Je také s C. Maldinim jediní fotbalisté, kteří se zúčastnili MS jako hráč i jako trenér.
Fotbal začal hrát za rodný klub Alessandria, kde jej trénoval slavný Carlo Carcano. Svůj debut odehrál 7. října 1923 v 15 letech a 10 měsíců. Do klubu Inter-Naples přestoupil za 5 000 lir, jenže za rok se činovníci Alessandrie rozhodli koupit již za 12 000 lir zpět. A vyplatilo se. V sezoně sezóně 1927/28 nastřílel 24 branek ve 32 závodech, což stačilo na 3. místo ve finálové skupině.
Do Juventusu odešel zadarmo, ale jeho smlouva byla 22 000 lir ročně + bonusy. S Bianconeri získal pět titulů (1930/31, 1931/32, 1932/33, 1933/34, 1934/35) odehrál 160 zápasů ze 166 možných a vstřelil 68 branek.
Po smrti prezidenta Bianconeri Agnellim se nové vedení rozhodlo pro úspornou politiku, a když požádal o zvýšení platu bylo to zamítnuto a tak odešel do Ambrosiana-Inter. Tam se setkal Meazzou a dařilo sem jim. S klubem vyhrál dva tituly (1937/38, 1939/40).
Do sezony 1940/41 již nastoupil jako hráč Boloňi a vyhrál s ní svůj poslední titul. Kariéru zakončil jako hráč-trenér Juventusu v sezoně následující.
S italskou reprezentací nastoupil prvně ve 22 letech spolu Meazzou. Zúčastnil se dvou vítězných MS a to MS 1934 a MS 1938. Poslední utkání odehrál 4. prosince 1938 a celkem jich bylo 44 utkání v nichž vstřelil 14 branek.
Po skončení hráčské kariéry se stal trenérem. Začal již v sezoně 1941/42 jako hrající trenér za Juventus, jenže po 14 utkání odstoupil a zůstal v klubu jako hráč. V následující sezoně 1942/43 se stal trenérem Ambrosiana-Inter. Dlouho se v sezoně držel na první pozici, jenže nakonec skončili na 4. místě. Poté trénoval i ve Švýcarsku a do nejvyšší ligy se vrátil na lavičku Padovy v sezoně 1950/51. V letech 1958–1959 a 1960–1962 vedl italskou reprezentací, a to i na MS 1962.

## Hráčská statistika
| Sezóna  | Klub             | Liga      | Liga   | Liga | Ligové poháry | Ligové poháry | Ligové poháry | Kontinentální poháry | Kontinentální poháry | Kontinentální poháry | Celkem | Celkem |
| Sezóna  | Klub             | Soutěž    | Zápasy | Góly | Soutěž        | Zápasy        | Góly          | Soutěž               | Zápasy               | Góly                 | Zápasy | Góly   |
| ------- | ---------------- | --------- | ------ | ---- | ------------- | ------------- | ------------- | -------------------- | -------------------- | -------------------- | ------ | ------ |
| 1923/24 | Alessandria      | 1. Divize | 3      | 0    | -             | 0             | 0             | -                    | 0                    | 0                    | 3      | 0      |
| 1924/25 | Alessandria      | 1. Divize | 12     | 1    | -             | 0             | 0             | -                    | 0                    | 0                    | 12     | 1      |
| 1925/26 | Inter-Naples     | 1. Divize | 15     | 16   | -             | 0             | 0             | -                    | 0                    | 0                    | 15     | 16     |
| 1926/27 | Alessandria      | 1. Divize | 18     | 11   | IP            | 1             | 2             | -                    | 0                    | 0                    | 31     | 23     |
| 1927/28 | Alessandria      | 1. Divize | 32     | 22   | -             | 0             | 0             | -                    | 0                    | 0                    | 32     | 22     |
| 1928/29 | Alessandria      | 1. Divize | 28     | 12   | -             | 0             | 0             | -                    | 0                    | 0                    | 28     | 12     |
| 1929/30 | Alessandria      | Serie A   | 26     | 19   | -             | 0             | 0             | -                    | 0                    | 0                    | 26     | 19     |
| 1930/31 | Juventus         | Serie A   | 34     | 16   | -             | 0             | 0             | Stř.P                | 3                    | 1                    | 37     | 17     |
| 1931/32 | Juventus         | Serie A   | 33     | 18   | -             | 0             | 0             | Stř.P                | 4                    | 0                    | 37     | 16     |
| 1932/33 | Juventus         | Serie A   | 33     | 11   | -             | 0             | 0             | Stř.P                | 4                    | 1                    | 37     | 12     |
| 1933/34 | Juventus         | Serie A   | 34     | 16   | -             | 0             | 0             | Stř.P                | 6                    | 2                    | 40     | 18     |
| 1934/35 | Juventus         | Serie A   | 26     | 7    | -             | 0             | 0             | Stř.P                | 7                    | 5                    | 33     | 12     |
| 1935/36 | Ambrosiana-Inter | Serie A   | 25     | 8    | IP            | 2             | 0             | Stř.P                | 6                    | 2                    | 33     | 10     |
| 1936/37 | Ambrosiana-Inter | Serie A   | 30     | 7    | IP            | 4             | 4             | -                    | 0                    | 0                    | 34     | 11     |
| 1937/38 | Ambrosiana-Inter | Serie A   | 30     | 9    | IP            | 1             | 0             | Stř.P                | 4                    | 3                    | 35     | 12     |
| 1938/39 | Ambrosiana-Inter | Serie A   | 15     | 0    | IP            | 0             | 0             | -                    | 0                    | 0                    | 15     | 0      |
| 1939/40 | Ambrosiana-Inter | Serie A   | 8      | 0    | -             | 0             | 0             | -                    | 0                    | 0                    | 8      | 0      |
| 1940/41 | Bologna          | Serie A   | 16     | 2    | IP            | 4             | 0             | -                    | 0                    | 0                    | 20     | 2      |
| 1941/42 | Juventus         | Serie A   | 6      | 1    | IP            | 3             | 0             | -                    | 0                    | 0                    | 9      | 1      |
| Celkem  | Celkem           | Celkem    | 424    | 176  | -             | 15            | 6             | -                    | 34                   | 14                   | 473    | 196    |

## Hráčské úspěchy

### Klubové
- 8× vítěz italské ligy (1930/31, 1931/32, 1932/33, 1933/34, 1934/35, 1937/38, 1939/40, 1940/41)
- 2× vítěz italského poháru (1938/39, 1941/42)

### Reprezentační
- 2x na MS (1934 - zlato, 1938 - zlato)
- 3x na MP (1931-1932 - stříbro, 1933-1935 - zlato, 1936-1938)

### Individuální
- v roce 2011 uveden do síně slávy Italského fotbalu.

## Trenérská statistika

### Reprezentační
| Rok       | Národní tým | Soutěž              | Umístění              | Statistika | Statistika | Statistika | Statistika |
| Rok       | Národní tým | Soutěž              | Umístění              | Zápasy     | Výhry      | Remízy     | Prohry     |
| --------- | ----------- | ------------------- | --------------------- | ---------- | ---------- | ---------- | ---------- |
| 1958–1960 | Itálie      | MP 1955-1960        | 5. místo              | 3          | 0          | 2          | 1          |
| 1961      | Itálie      | Kvalifikace MS 1962 | 1. místo ve 3. kole   | 2          | 2          | 0          | 0          |
| 1962      | Itálie      | MS 1962             | 3. místo ve skupině B | 3          | 1          | 1          | 1          |
| 1959–1962 | Itálie      | přátelské utkání    | -                     | 8          | 4          | 2          | 2          |
| Celkem    | Celkem      | Celkem              | Celkem                | 16         | 7          | 5          | 4          |

## Trenérské úspěchy

### Klubové
- 1× vítěz 3. italské ligy (1948/49)
- 1x na MS (1962)
- 1x na MP (1955-1960)